# Fall Tour 2011
Es una pequeña serie de conciertos de Cyndi Lauper en Estados Unidos. Aunque no contó con algún álbum de apoyo, se pueden observar muchas canciones del álbum Memphis Blues (álbum).

## Listado de canciones
Como toda gira de Lauper cada concierto contiene su propio Listado de canciones

### Estreno[1]
1. Just Your Fool
2. Shattered Dreams
3. She Bop
4. Crossroads
5. All Through The Night
6. Lead Me On
7. Down Don't Bother Me
8. Don't Cry No More
9. The Goonies 'R' Good Enough
10. Change Of Heart

encore
1. What's Going On
2. Lyfe
3. Girls Just Want To Have Fun
4. Time After Time
5. 'Happy Birthday' (a una chica del público que cumplía años)
6. True Colors